# Ernest Henry
Ernest Henry (13 mei 1904 - 3 juni 1998) was een Australisch zwemmer.
Ernest Henry nam eenmaal deel aan de Olympische Spelen; in 1924. In 1924 nam hij deel aan het onderdeel 4x200 meter vrije slag. Hij maakte deel uit van het team dat zilver won.
Frank Beaurepaire · 
Boy Charlton · 
Moss Christie · 
Ernest Henry · 
Ivan Stedman